# Книжковий скорпіон
Книжковий псевдоскорпіон (Chelifer cancroides) — один з найвідоміших псевдоскорпіонів. Має сплющене тіло розміром  — 2-3 мм, з педипальпами які в свою чергу перетворилися на хапальні кінцівки, довжина становить 7-8 мм, тому він може заповзати в тонкі шпарини. Переміщюється він боком. Він живиться дрібними личинками, павуками, кліщами, шкідниками паперу, гербарію, колекцій,   тому вважається корисним. У природі трапляється під корою старих пнів, під листям. Завдяки процесу акліматизації, який проходить для них дуже легко, цей вид є поширеним буквально в усьому світі.
Небезпеки для людини не становить.